# Judaisme caraïta

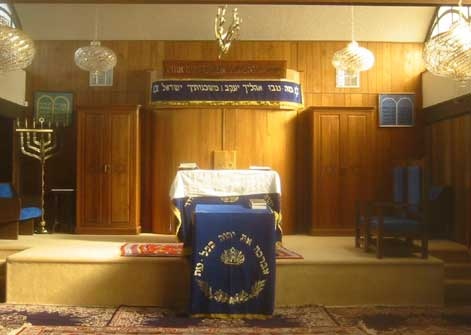
Interior d'una kenessa o sinagoga caraïta als Estats Units.

El caraisme o judaisme caraïta (en hebreu: יהדות קראית, transliterat: Yahadut Karait) és una branca del judaisme que tan sols reconeix l'autoritat del Tanakh (l'Antic Testament) i rebutja les creences del judaisme ortodox, així com la llei jueva (la halacà) i les altres escriptures rabíniques com la Mixnà, la Guemarà i el Talmud. Els seus practicants són els qaraïm o caraïtes i els seus temples s'anomenen kenesa.